# بيرنهارد شتيفن
بيرنهارد شتيفن (بالإنجليزية: Bernhard Steffen)‏ (من مواليد 31 مايو 1958 في كيل، ألمانيا الغربية) وهو عالم حاسوب ألماني وأستاذ في جامعة دورتموند للتكنولوجيا، ألمانيا. ركز في بحثه على جوانب مختلفة من الأساليب الرسمية التي تتراوح بين تحليل البرامج والتحقق، إلى تركيب سير العمل، وإلى النمذجة القائمة على الاختبار.
بعد حصوله على درجة الدكتوراه في جامعة كيل، أمضى عامين كزميل باحث في LFCS (ادنبره، اسكتلندا) حيث شارك في تطوير منبر التزامن في ادنبره وقام بتأليف واحدة من أقدم الأبحاث حول كيفية إجراء عمليات الاحتمالية بشكل مناسب. قبل انضمامه إلى جامعة آرهوس في عام 1989 كان أستاذاً مشاركاً في الجامعة التقنية الراينية الفستفالية، قبل أن يصبح أستاذاً في جامعة باساو. شغل منذ عام 1997 منصب رئيس أنظمة البرمجة في جامعة دورتموند للتكنولوجيا حيث كان عميدا لعلوم الكمبيوتر بين عامي 2002 و 2006 وكذلك كان عضواً في مجلس الشيوخ في عامي 2006 و 2007. بالإضافة أنه كان عضواً في مجلس التحرير LNCS.

## وصلات خارجية
- Bernhard Steffen at الببليوغرافيا الرقمية ومشروع المكتبة Bibliography Server
- Bernhard Steffen منشورات مفهرسة من قبل جوجل سكولار
- staff page at TU Dortmund University